# Bao Yixin
Bao Yixin (en chino: 包宜鑫; Zhuzhou, 29 de septiembre de 1992) es una deportista china que compitió en bádminton, en la modalidad de dobles mixto.
Ganó dos medallas en el Campeonato Mundial de Bádminton, plata en 2015 y bronce en 2014. En los Juegos Asiáticos de 2014 consiguió una medalla de oro en la prueba de equipo.

## Palmarés internacional
| Campeonato Mundial | Campeonato Mundial      | Campeonato Mundial | Campeonato Mundial |
| Año                | Lugar                   | Medalla            | Prueba             |
| ------------------ | ----------------------- | ------------------ | ------------------ |
| 2014               | Copenhague (Dinamarca)  | Medalla de bronce  | Dobles mixto       |
| 2015               | Yakarta (Indonesia)     | Medalla de plata   | Dobles mixto       |
| Juegos Asiáticos   |                         |                    |                    |
| Año                | Lugar                   | Medalla            | Prueba             |
| 2014               | Incheon (Corea del Sur) | Medalla de oro     | Equipo             |